# Kritón (Szókratész tanítványa)
Kritón (i. e. 5. század) görög filozófus.
Szókratész tanítványa volt, aki mesterét mindenáron igyekezett a börtönből kiszabadítani. Platón „Kritón" című dialógusában emléket állított ragaszkodásának. A Szuda-lexikon tanúsága szerint egy iratot is készített Szókratész védelmében, amely azonban nem maradt fenn. Fia, Epigenész szintén Szókratész tanítványa lett.